# برنامه چاندرایان
الگو:Infobox space programme

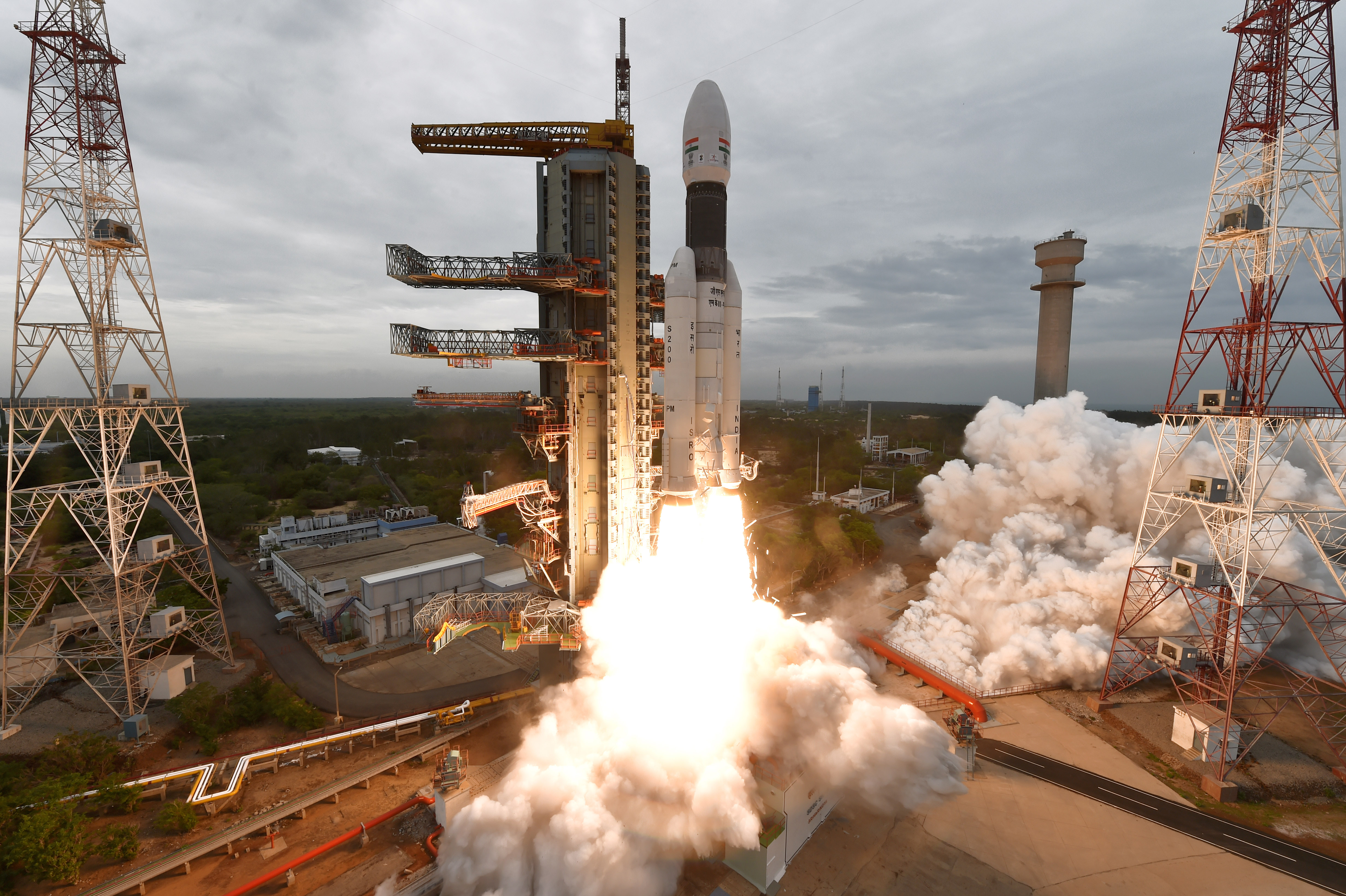
GSLV Mk III M1, چاندرایان ۲ پرتاب ۰۱

برنامه چاندرایان (Chandra) (از سانسکریت: Chandra، "ماه" و yāna، "دستگاه، وسیله نقلیه") فضایی که به عنوان برنامه اکتشاف ماه هند نیز شناخته می‌شود، مجموعه‌ای از مأموریت‌های در حال انجام فضای بیرونی توسط هوا فضای هند است. سازمان پژوهش‌های فضایی هند (ISRO) مجری این برنامه است. این برنامه شامل مدارگرد ماه، برخوردگر، فرودگر نرم ، یک فضاپیمای کاوشگر و مریخ‌نورد است.
تاکنون سه مأموریت با استفاده از دو مدارگرد، کاوشگر و مریخ نورد انجام شده‌است. در حالی که دو مدارگرد موفقیت‌آمیز بودند، اولین فرودگر و ماه‌نورد که بخشی از مأموریت چاندرایان ۲ بودند، بر روی سطح سقوط کردند. چاندرایان-۳ کنونی در ۲۳ اوت ۲۰۲۳ با موفقیت بر روی ماه فرود آمد و هند را به اولین کشوری تبدیل کرد که با موفقیت یک فضاپیما را در منطقه قطب جنوبی ماه فرود آورد و چهارمین کشوری بود که پس از اتحاد جماهیر شوروی، ایالات متحده و چین روی ماه فرود آمد.

## ساختار برنامه
برنامه چاندرایان (برنامه اکتشاف ماه هند) یک برنامه با مأموریت چندگانه است. از سپتامبر ۲۰۱۹، یک مدارگرد با یک کاوشگر ضربه‌گیر با استفاده از موشک PSLV اسب کار ISRO به ماه فرستاده شد. دومین فضاپیمای متشکل از مدارگرد، کاوشگر نرم و مریخ نورد در ۲۲ ژوئیه ۲۰۱۹ با استفاده از موشک LVM3 به فضا پرتاب شد. در پادکستی، مدیر سازمان تحقیقات فضایی هند سریدارا سامنات اظهار داشت که: «چاندرایان دیگری و ماموریت‌های بعدی در برنامه چاندرایان در راه است». مأموریت چاندرایان-۳ در ۱۴ ژوئیه ۲۰۲۳ با استفاده از LVM-3 پرتاب شد که انتظار می‌رفت در ماه اوت به سطح ماه برسد.